# Dejan Aubreht
Dejan Aubreht, slovenski filozof, *29. december 1971, Ljubljana. Trenutno živi v Ljubljani.

## Življenje
Obiskoval je Fakulteto za družbene vede v Ljubljani, kjer je diplomiral iz sociologije (analitsko teoretska usmeritev). S področja filozofije je magistriral na Insititutum Studiorum Humanitatis – Fakulteti za podiplomski humanistični študij v Ljubljani. Nato je doktoriral pri prof. dr. Alenki Zupančič na Univerzi v Novi Gorici v sodelovanju s Filozofskim inštitutom ZRC SAZU v Ljubljani. Trenutno je član Srednjeevropskega raziskovalnega inštituta Sören Kierkegaard v Ljubljani.

## Delo
Znanstvene članke in teoretska prizadevanja, ki bi jih (s pridržkom do klasifikacij) morda lahko umestili v presečišče »filozofije eksistence« in »teoretske psihoanalize«, je objavljal predvsem v revijah Apokalipsa, Monitor ISH, Phainomena in Problemi.
Do sedaj je obajvil tri knjige:
1. Nietzschejeva filozofija razlike,
2. Tesnoba, dolgčas in obup: k filozofiji dionizičnega pesimizma
3. Zaton posameznika

### Nietzschejeva filozofija razlike
V delu Nietzschejeva filozofija razlike se je ukvarjal s filozofijo Friedricha Nietzscheja, pri čemer se je osredotočal predvsem na analizo nihilizma, asketskega ideala in na nekatere druge nietzschejevske teme.

### Tesnoba, dolgčas in obup: k filozofiji dionizičnega pesimizma
V svojem drugem delu Tesnoba, dolgčas in obup: k filozofiji dionizičnega pesimizma, se je v navezavi na evdajmonistično etiko ukvarjal s t.i. »eksistenciali«, to so tesnoba, dolgčas in obup. Od tu tudi izvira naslov tega dela. V delu je izpostavil nekatere inherentne zadrege in težave, ki se držijo te stare etične paradigme. Tesnoba, dolgčas in obup so po njegovem mnenju afekti, kjer smo afektirani tako, da moramo misliti, da ne moremo nič drugega kot misliti, da ne moremo ubežati. Prav zato so ti afekti nemara »fundamentalni«, so »medij« mišljenja samega, kajti gre za afekte, ki naravnost kličejo k etičnim vprašanjem.

### Zaton posameznika
V zadnjem sklopu raziskovalnega dela se je v knjigi Zaton posameznika posvečal kierkegaardovski »kategoriji posamičnika« in pokazal nekaj sečišč, v katerih se ta kategorija pojavlja. V svoji knjigi se Aubreht dotakne tudi številnih tem, ki so s to kategorijo povezane: od uvodne obuditve Nietzschejeve napovedi silovitega »vzpona nihilizma«, ki ji sledi »ontologija smisla« (kot jo zastavi Jean-Luc Nancy) in uprizoritev nenavadnega singularnega »primera Cioran«, do soočenja z dvema »očetoma«: »očetom eksistencializma« (Kierkegaard) in »očetom psihoanalize« (Freud).

### Trenutne raziskave
Trenutno raziskuje Kantovo praktično filozofijo, v navezavi na njegovo teorijo značaja, ki sta jo kasneje kritično razvijala Schelling in predvsem Schopenhauer. Udeležuje se tudi raznih mednarodnih konferenc iz raznih filozofskih področij.